# NGC 6776A
NGC 6776A (другие обозначения — PGC 63181, ESO 104-52, IRAS19204-6346) — спиральная галактика с перемычкой (SBc) в созвездии Павлин.
Этот объект не входит в число перечисленных в оригинальной редакции «Нового общего каталога» и был добавлен позднее.